# Archoleptoneta garza
Archoleptoneta garza là một loài nhện trong họ Leptonetidae.
Loài này thuộc chi Archoleptoneta. Archoleptoneta garza được Willis J. Gertsch miêu tả năm 1974.